# Ulopidae
Ulopidae är en familj av insekter. Ulopidae ingår i ordningen halvvingar, klassen egentliga insekter, fylumet leddjur och riket djur.
Familjen innehåller bara släktet Ulopa.